# 沈桂林集資詐騙案
沈桂林集資詐騙案發生於中華人民共和國海南省，前後時間跨距約7-8年涉及金額8.8億人民幣以上，2016年4月一審判決下達沈桂林遭判無期徒刑並沒收全部財產，另有多名共犯也被定罪。沈桂林是海南商界名人，擁有省工商联副主席，海南典当协会会长、海南拍卖协会会长、海南政協委員、海南收藏家协会会长等諸多頭銜，並擔任泰达典當拍卖、美丽道文化艺术中心兩間知名企業董事長，所以案件爆發引起廣泛關注。

## 案情
沈桂林早期靠文學才華進入家鄉江蘇镇江市公家單位上班，90年代改革開放創業大潮興起他辭去工作前往海南島經商，從飯店領班做起之後跨入典當行業，2005年起自主創業泰达當鋪一時間生意火紅，但2008金融海嘯後受傷較深，相當多客戶流當而其抵押物品估值又因金融海嘯後蕭條而大跌，資金缺口產生後沈桂林開始向外界朋友圈借款彌補，並許以月利率1%-3.5%的高利。
然而隨著中國大陸金融業逐漸健全，中小企業向銀行或國營保險公司借款渠道增多，既規範又安全，傳統較粗放的民間典當融資方式開始萎縮，而網路P2P集資的興起也吞食一部分市場。沈桂林資金逐漸斷裂開始用龐氏騙局方式吸金維持公司，並假造房產證、舉辦假拍賣等方法取信更多人投資其公司，2013年起資金鏈崩潰，沈桂林外逃至東南亞後躲藏於寮國，收不到利息的投資人報案後案發，2013年末在寮國被抓。
2014年11月6日，海口市检察院对以涉嫌集资诈骗罪向海口市中级人民法院提公訴。沈桂林共向208人非法集资超过8.8亿元，扣出支付的利息，造成被害人损失4億8百多万元。2016年4月一審判決下達，沈桂林遭判無期徒刑並沒收全部財產。